# Swiss Prime Site
Die Swiss Prime Site AG ist eine der grössten börsenkotierten Immobiliengesellschaften der Schweiz und gehört zu den grössten börsenkotierten Immobiliengesellschaften in Europa. Der Fair Value der verwalteten Immobilien liegt bei rund 26 Milliarden CHF. Das Portfolio der eigenen Immobilien hat einen Wert von rund CHF 13 Mrd. und besteht primär aus Geschäfts- und Retailliegenschaften in den zwei wichtigsten Schweizer Metropolregionen Zürich und Genf-Lausanne. Neben den Immobilienanlagen bildet Swiss Prime Site Solutions das Segment Dienstleistungen.

## Geschichte
Die Gesellschaft wurde 1999 von den Pensionskassen der Credit Suisse und der Siemens-Gesellschaften in der Schweiz sowie der damaligen Winterthur Leben (heute Axa) gegründet. Swiss Prime Site wurde im April 2000 an der SIX Swiss Exchange kotiert. Das Immobilienportfolio hatte damals einen Wert von rund CHF 500 Mio.
2001 konnte Swiss Prime Site der Swisscom ein umfangreiches Portfolio von Bürogebäuden abkaufen. 2003 übernahm sie die Frey-Gruppe und 2004 die Maag Holding AG. 2009 erfolgte die Übernahme der börsenkotierten Jelmoli Holding AG. Im Oktober 2012 übernahm Swiss Prime Site das Immobiliendienstleistungsunternehmen Wincasa von der Credit Suisse; Mitte 2013 folgte die Übernahme der Tertianum-Gruppe.
Ende 2015 wurde das am 30. Juni 2015 stillgelegte NZZ-Druckzentrum in Schlieren von der Aktiengesellschaft für die Neue Zürcher Zeitung übernommen. Im Dezember 2019 wurde der Verkauf der Tertianum-Gruppe an die Beteiligungsgesellschaft Capvis bekanntgegeben. Mit der Ende Februar 2020 abgeschlossenen Devestition, im Rahmen welcher die Immobilien behalten wurden, wurde Tertianum zum grössten Einzelmieter von Swiss Prime Site. Ende 2021 übernahm Swiss Prime Site die Akara Gruppe zur Stärkung des Segments Dienstleistungen. Im März 2023 wurde der Verkauf von Wincasa an Implenia bekanntgegeben.

## Immobilien
Abgeschlossene Bauprojekte: Espace Tourbillon Genf, Messeturm Basel, Opus Zug, die PostFinance-Arena und Schönburg in Bern, YOND und Sihlcity in Zürich sowie der Prime Tower mit dem Restaurant Clouds und seinen Nebengebäuden. Der Prime Tower auf dem Maag-Areal in Zürich-West ist mit 126 Metern eines der höchsten Bürogebäude der Schweiz.
Die Leerstandsquote betrug Ende 2022 4,3 Prozent (Vorjahr 4,6 %).

## Real Estate Asset Management
Mit massgeschneiderten Produkten und Dienstleistungen managt Swiss Prime Site Solutions Vermögen und erwirtschaftet wiederum Mehrwert für ihre Kunden entlang des gesamten Lebenszyklus von Immobilien.

## Management
Das Management besteht aus René Zahnd (CEO seit 2016), Marcel Kucher (CFO seit 2021) und Anastasius Tschopp (CEO Swiss Prime Site Solutions seit 2018).